# Faridnagar
Faridnagar é uma cidade e uma nagar panchayat no distrito de Ghaziabad, no estado indiano de Uttar Pradesh.

## Geografia
Faridnagar está localizada a 28° 46′ N, 77° 37′ L. Tem uma altitude média de 212 metros (695 pés).It was founded in great mogul emperor Akbar time by Nabab Fariduddin.

## Demografia
Segundo o censo de 2001, Faridnagar tinha uma população de 11,271 habitantes. Os indivíduos do sexo masculino constituem 53% da população e os do sexo feminino 47%. Faridnagar tem uma taxa de literacia de 43%, inferior à média nacional de 59.5%: a literacia no sexo masculino é de 53% e no sexo feminino é de 32%. Em Faridnagar, 19% da população está abaixo dos 6 anos de idade.